# St. Mauritius (Lutter)

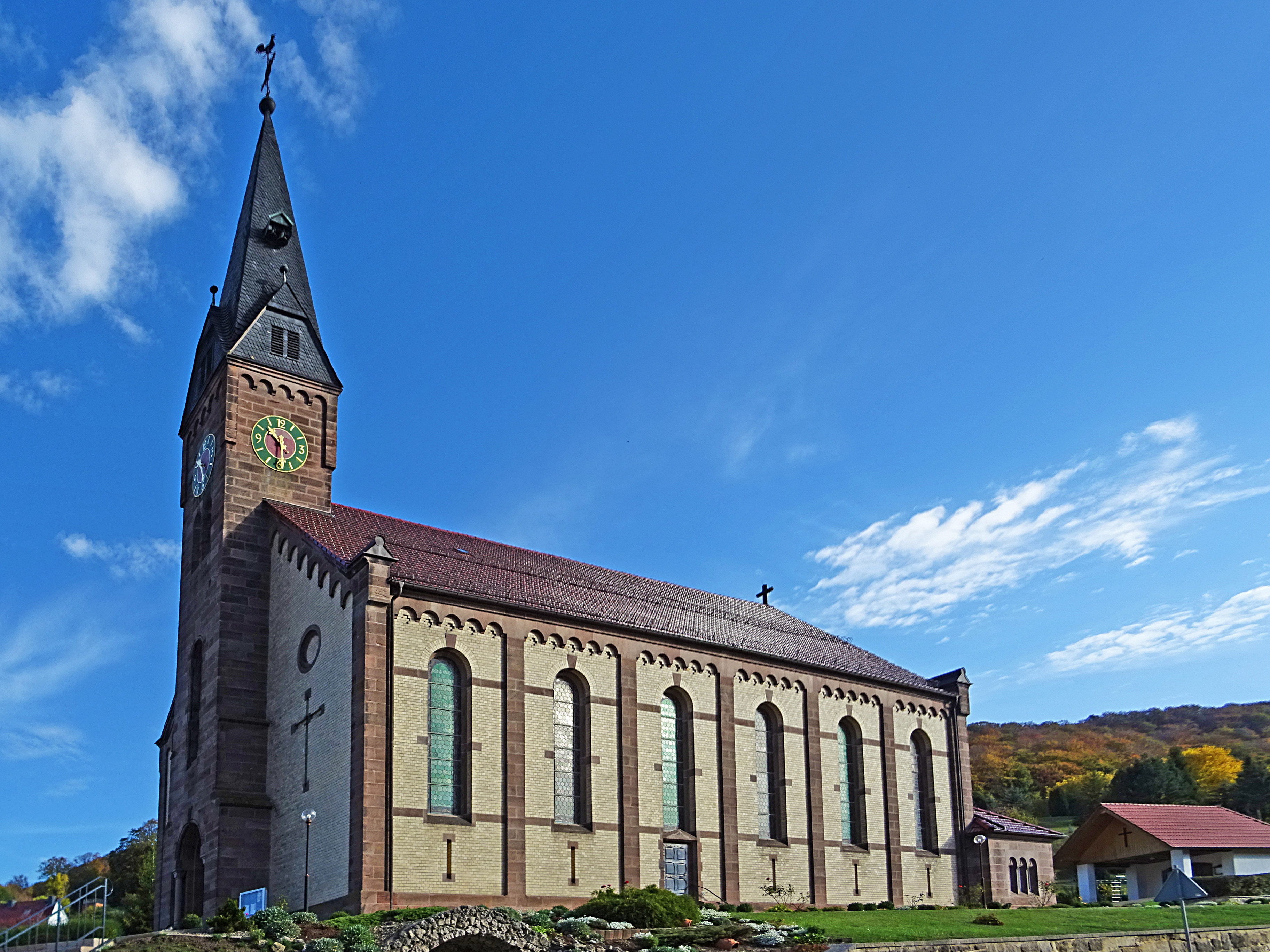
St. Mauritius

Die römisch-katholische Filialkirche St. Mauritius steht in Lutter im thüringischen Landkreis Eichsfeld. Sie ist Filialkirche der Pfarrei St. Jakobus der Ältere Uder im Dekanat Heiligenstadt des Bistums Erfurt. Sie trägt das Patrozinium des heiligen Mauritius.

## Geschichte

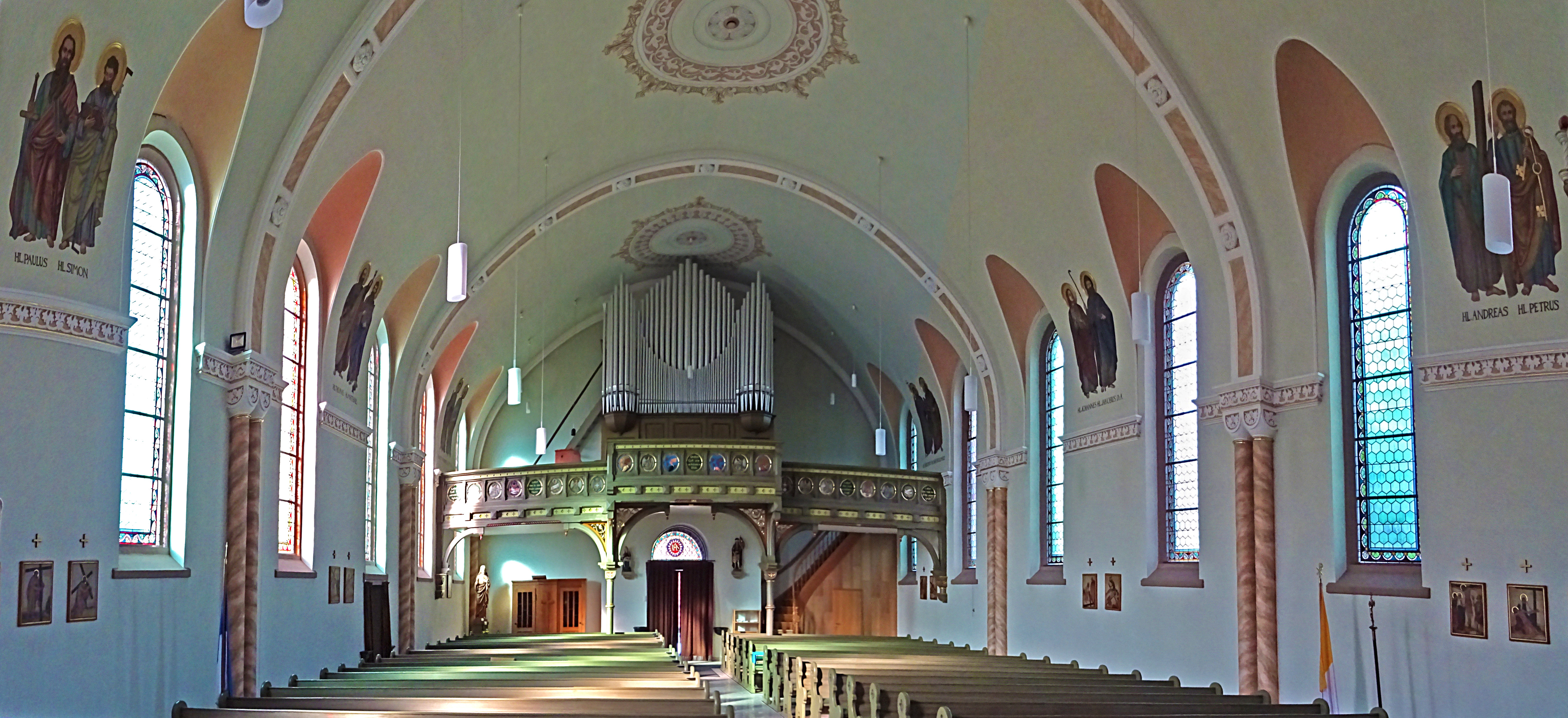
Innenraum

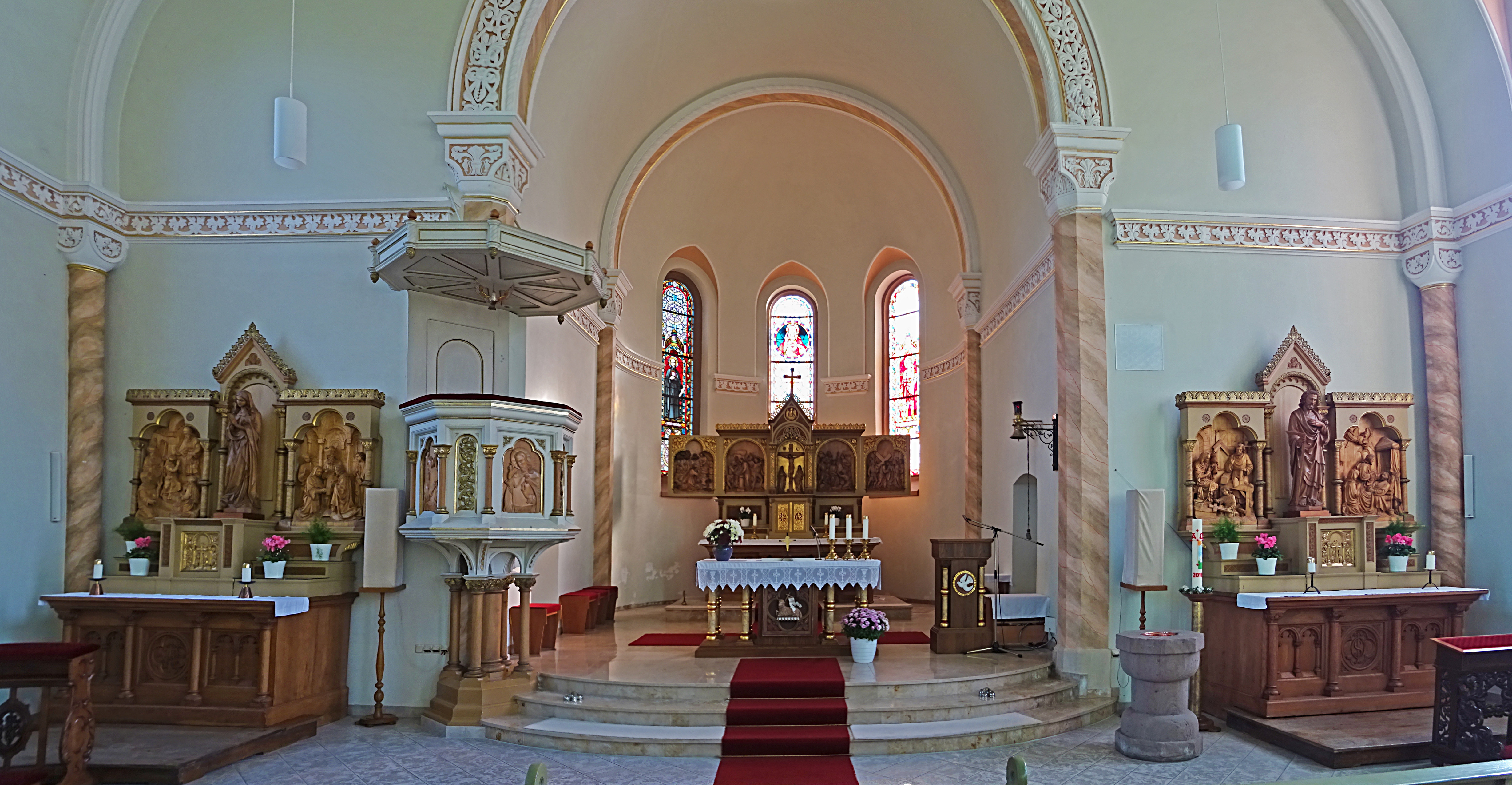
Altarbereich

Trotz eines Umbaus im Jahr 1688 fasste die alte Kirche gegen Ende des 19. Jahrhunderts noch nicht einmal die Hälfte der 800 Einwohner der Gemeinde. Daher erfolgte am 8. Juni 1898 an der Ostseite des Chores die Grundsteinlegung für einen Neubau im neuromanischen Stil. Am 18. September 1902 wurde die säulenlose Hallenkirche geweiht. Sie steht erhöht über den dorfbestimmenden Fachwerkhäusern.

## Ausstattung
Die Kirche ist das einzige neuromanische Gotteshaus des Eichsfeldes mit erhaltener Innenausstattung. Sie beherbergt einen kunstvoll geschnitzten Flügelaltar, zwei Seitenaltäre und eine Kanzel. Die Orgelempore ist mit 24 Medaillons geschmückt. Sie trägt eine Orgel der Gebrüder Krell von 1947 mit zwei Manualen und Pedal sowie 24 klingenden Stimmen.